# Und Friede auf Erden

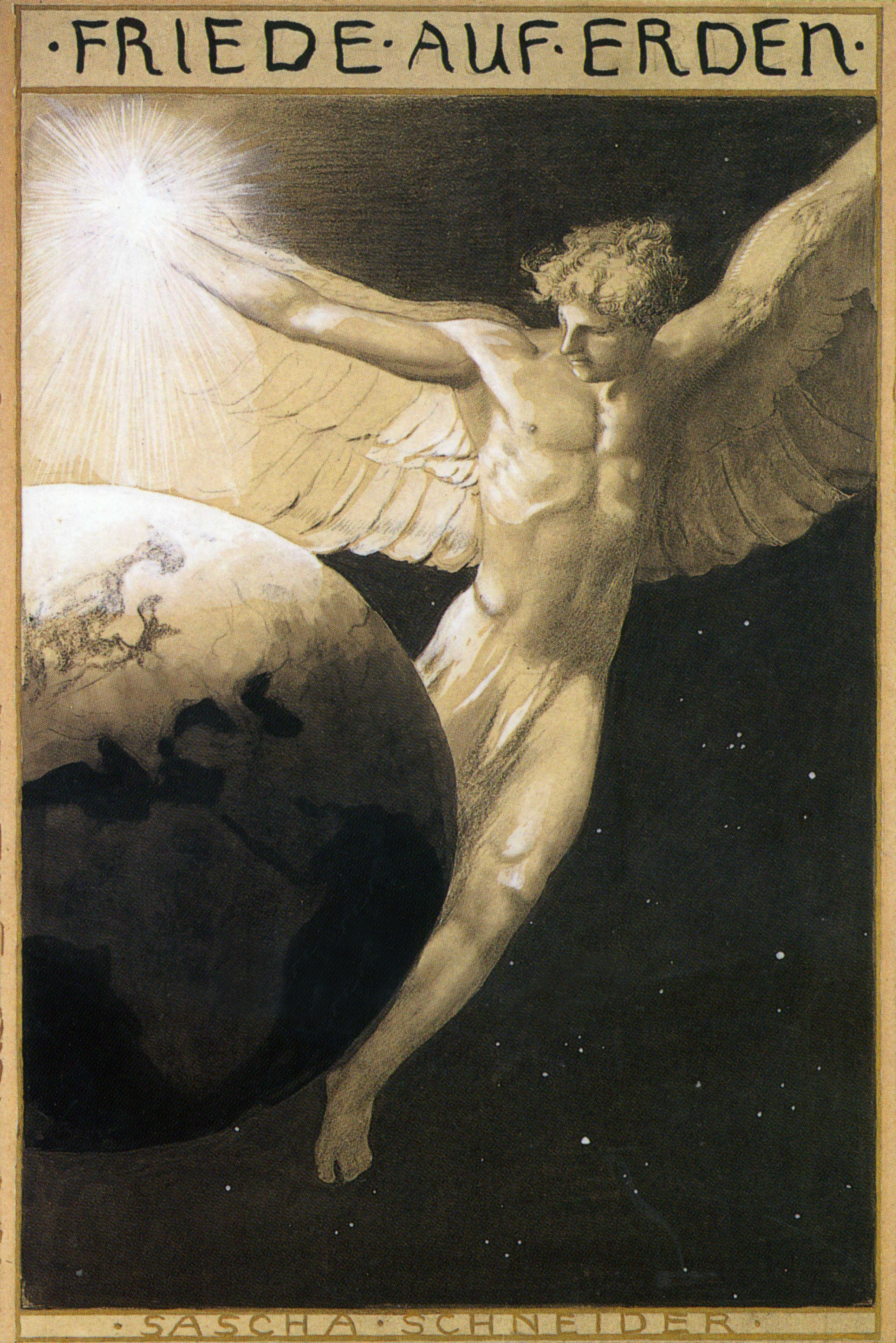
Titelbild von Sascha Schneider

Und Friede auf Erden ist Band 30 von Karl Mays Gesammelten Werken. Der erste und zweite Teil des Textes wurde 1901 unter dem Titel Et in terra pax im Sammelband China des Verlegers und Redakteurs Josef Kürschner veröffentlicht, mit dem May schon früher zusammengearbeitet hatte.

## Entstehungsgeschichte

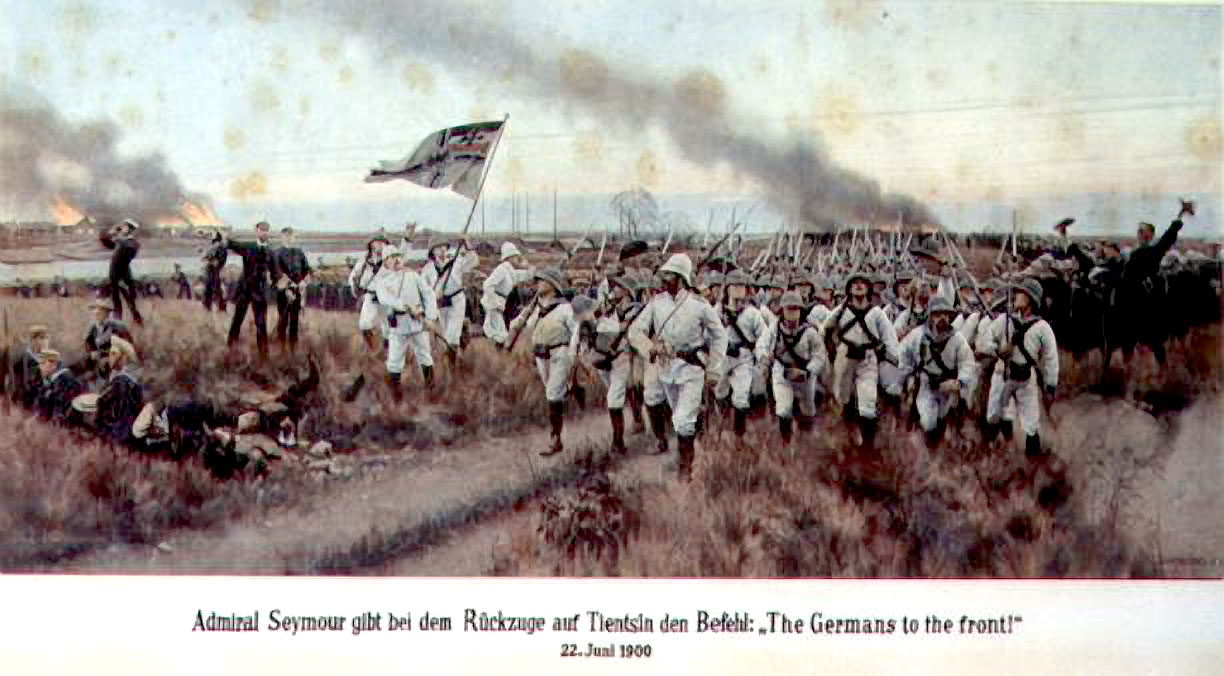
Zeitgenössische Darstellung deutscher Truppen beim Boxeraufstand

Josef Kürschner gab das Werk 1901 unter dem Titel China. Ein Denkmal den Streitern und der Weltpolitik. Schilderungen aus Leben und Geschichte, Krieg und Sieg. heraus.
Zuerst in Lieferungen, dann als Sammelband in sehr prunkvoller Ausstattung verkauft, sollte es den Sieg der verbündeten Mächte im Chinesischen Boxeraufstand verherrlichen. Der Herausgeber erwartete sich von May eine abenteuerliche Geschichte im Stile der Reiseerzählungen und wurde vom pazifistischen Inhalt völlig überrascht. Da das Werk vom Autor in einzelnen Lieferungen abgegeben wurde, bemerkte Kürschner nicht sofort das „Kuckucksei“, forderte dann aber entweder eine Änderung, die May verweigerte, oder die Kürzung und den Abschluss des Werkes. Der Herausgeber entschuldigte sich im Vorwort bei seinen Lesern:

„[...] hat einen etwas anderen Inhalt und Hintergrund erhalten, als ich geplant und erwartet hatte.“

Es gilt als sicher, dass Karl May mit voller Absicht das hurrapatriotische Werk konterkarieren wollte: „Mit dieser Art von Gong habe ich nichts zu tun!“ Seine Wertschätzung der alten Kultur Chinas hatte er in launiger Weise schon 1888/1889 in der Jugenderzählung Kong-Kheou, das Ehrenwort (die Buchausgabe erschien ab 1894 unter dem Titel Der blaurote Methusalem) gezeigt. Deshalb war er auch ein entschiedener Gegner des China-Feldzuges Deutschlands.
Für den 1904 mit nunmehr deutschem Titel erscheinenden Band 30 der Gesammelten Reiseerzählungen schrieb er zu seinem Text einen dritten Abschnitt dazu. Damit erreichte er den von Friedrich Ernst Fehsenfeld vorgegebenen Buchumfang von rund 600 Seiten. Dieses Werk Mays ist das erste in der „symbolischen“ Periode seines Schaffens. Beeinflusst durch seine große Orientreise 1899/1900 verwendete er Personen und Orte, die er dabei kennengelernt hatte. So lässt sich in seinem Reisebegleiter Sejjid Omar unschwer sein tatsächlicher Diener Hassan erkennen.
Für die Reihe der Gesammelten Werke Karl Mays im Karl-May-Verlag wurde der Roman 1922 durch den Katholiken Paul Rentschka und erneut 1938 durch den Nationalsozialisten Otto Eicke bearbeitet. 1958 führte Hans Wollschläger den Text wieder an die Urfassung bei Fehsenfeld heran.
Die unbearbeiteten Texte der Erstausgaben sind heute in zwei Ausgaben greifbar: Die Erstveröffentlichung von Et in terra pax wurde 2001 zum hundertjährigen Jubiläum des Erscheinens des Sammelbandes China als Reprint der Karl-May-Gesellschaft veröffentlicht; die Bucherstausgabe des Fehsenfeld-Verlages liegt als Reprint in der Reihe der Freiburger Erstausgaben im Karl-May-Verlag vor.

## Inhalt

### Am Tor des Ostens
In Kairo lernt Karl May die Hauptpersonen seiner Reise kennen: den stolzen Araber Sejjid Omar, der freiwillig in seine Dienste tritt, den religiösen Eiferer Waller mit seiner sanften Tochter Mary und zwei hochgebildete Chinesen, Vater und Sohn. Gemeinsam erleben sie ein Abenteuer bei den Pyramiden von Gizeh und beschließen, zusammen weiterzureisen. Nach der Schiffsreise haben sie den ersten unangenehmen Zusammenstoß mit einer Gruppe von selbsternannten ‘Zivilisatoren’ in Colombo auf Ceylon. Auch bei der Überfahrt nach der Malaiischen Halbinsel und in Penang selbst müssen sie sich mit den rücksichtslosen Menschen auseinandersetzen.

### Im Land der Heiden
In Penang trifft Karl May einen alten Bekannten, Sir John Raffley (Band 11, Am Stillen Ozean), den schrulligen Engländer, der sich jedoch zu einem humanistisch denkenden und lebenden Menschen entwickelt hat. Er lädt die Reisegesellschaft ein, mit seiner Yacht Yin nach Atjeh auf Sumatra mitzufahren. Waller hat dort in einem Wahnsinnsanfall einen Tempel niedergebrannt und die Dorfbewohner verlangen dafür von seiner Tochter ein hohes Lösegeld. Doch sind ihr Priester, der junge Chinese Tsi und auch Raffley Mitglieder der Gesellschaft Shen, die sich die Verbreitung des Friedens zum Ziel gesetzt hat. Der Missionar Waller soll so von seinem unheilvollen Drang erlöst werden, alle ‘Heiden’ mit Gewalt bekehren zu wollen. Gemeinsam reisen alle auf der Yacht Yin nach China. Unterwegs erzählt der junge Chinese das Märchen von der ‘Taucherinsel Ti’.
Hier endete das ursprüngliche Werk für den Sammelband China.

### Das Reich der Shen
Im fiktiven Hafen Ocama in der Bohai-Bucht des Gelben Meeres haben die Shen ihr Hauptquartier errichtet. Raffley stellt der Reisegesellschaft seine chinesische Frau Yin, die Namensgeberin für seine Yacht, vor. Ein Umsturzversuch der ‘Zivilisatoren’, die sich als Handlanger von Waffen- und Opiumschmugglern erweisen, wird abgewiesen. Waller kann von seinem Wahn endgültig erlöst werden und tritt, so wie alle anderen, der Shen bei.

## Der Zauberteppich
Im Band 81 Abdahn Effendi, ist die kurze Erzählung Der Zauberteppich zu finden. In das Gewand eines orientalischen Märchens kleidet hier Karl May 1901 seine Abrechnung mit Josef Kürschner und den Herausgebern des Sammelwerkes China. Ein Zauberteppich, gewebt von Ijâr (arabisch ‚Mai‘) für Yussuf el Kürkdschi (türkisch ‚Josef der Kürschner‘), lässt alle, die ihn betrachten, ihren wahren Charakter erkennen.
Diese Erzählung aus dem Nachlass Karl Mays wurde zuerst im Karl-May-Jahrbuch 1923 veröffentlicht und dort mit dem – nicht von May stammenden – Titel Der Zauberteppich versehen.

## Konzept des „geistigen Orients“
Mays Œuvre ab dem Roman Et in terra pax zeichnet sich durch die Ausformung eines Konzepts des „geistigen Orients“ aus, die zweifellos durch seine Orientreise angestoßen wurde. Auf die insgesamt frustrierende, aber doch durch vielfältige Eindrücke anregende Begegnung mit der äußeren Realität des Orients reagierte May damit, dass er den „Osten“ in seiner Literatur zur seelischen Landschaft machte und ihn als metaphorischen Orientierungspunkt bei der Suche nach dem Sinn des menschlichen Lebens gestaltete. Diese in den späten Werken entfaltete Idee des „geistigen Orients“, die weiterhin von christlicher Religiosität geprägt ist, aber auch Einflüsse von chinesischer Philosophie und Spiritualität aufgreift, wird durch Mays – in den zwei Bänden Ardistan und Dschinnistan besonders beeindruckend poetisierte – Idee der Entwicklung des Einzelnen und der Gesellschaft vom Gewalt- zum Edelmenschentum überwölbt und hat folgende Aspekte:
- Der zentrale Wert der von universeller Liebe getragenen Menschlichkeit wird nicht mehr ausschließlich an das – bis dahin in Mays Werken als „wahre“ Religion herausgehobene – Christentum gekoppelt, sondern ist der Religionszugehörigkeit „vorgeordnet“ (Und Friede auf Erden!, Babel und Bibel, Schamah[6]).
- Humanität, in der sich das Göttliche im Menschen zeigt, stiftet Liebe, Harmonie und Gemeinschaft zwischen allen Menschen unabhängig von ihrer Zugehörigkeit zu einer bestimmten Rasse und Kultur. Sie ist die Basis des anzustrebenden Völkerfriedens (Und Friede auf Erden!, Winnetou IV).
- Frieden und Harmonie werden durch die Durchsetzung des „Weichen“ gegen das „Harte“ erreicht (Und Friede auf Erden!, Babel und Bibel, Schamah, Ardistan und Dschinnistan).
- Die Zeit ist Teil der Ewigkeit. Die äußere Realität von Zeit und Ort wird in der universellen, göttlichen Liebe aufgehoben (Und Friede auf Erden!).
- Das Leben endet niemals. Diesseits und Jenseits sind eng miteinander verflochten (Und Friede auf Erden!).
- Als geistige Quelle dieses interreligiösen Modells und Wiege von Kultur und Religion sah May das – entsprechend der Ausweitung des Verständnisses von „Orient“ im 19. Jahrhundert – bis nach China reichende „Morgenland“ an.

Mays Konzipierung eines „geistigen Orients“ als Inspiration und Zielpunkt von literarischen Reisen ins Innere ist ein Zeichen seiner Abwendung von den „äußerlichen“ Abenteuern der klassischen Reiseerzählungen.

## Werkausgaben
- Und Friede auf Erden. Reiseerzählung von Karl May. Karl May’s gesammelte Reiseerzählungen, Band XXX. Freiburg: Fehsenfeld, 1904. Reprint: Bamberg: Karl-May-Verlag, 1982.
- Abdahn Effendi. Reiseerzählungen und Texte aus dem Spätwerk von Karl May. Band 81, Karl-May-Verlag, Bamberg/Radebeul 2000, ISBN 3-7802-0081-3.
- Et in terra pax. Reprint aus dem Sammelwerk „China. Schilderungen aus Leben und Geschichte, Krieg und Sieg“ (1901), hrsg. von Dieter Sudhoff, Hamburg/Regensburg: Karl-May-Gesellschaft, 2001.